# Piabucina boruca
Piabucina boruca är en fiskart som beskrevs av Bussing, 1967. Piabucina boruca ingår i släktet Piabucina och familjen Lebiasinidae. Inga underarter finns listade i Catalogue of Life.